# Trichosteleum lutschianum
Trichosteleum lutschianum är en bladmossart som beskrevs av Brotherus 1909. Trichosteleum lutschianum ingår i släktet Trichosteleum och familjen Sematophyllaceae. Inga underarter finns listade i Catalogue of Life.